# Gudrun Thielemann
Gudrun Thielemann (* 16. Januar 1926 in Saalfeld/Saale) ist eine deutsche ehemalige Schauspielerin.

## Leben
Die Tochter des Ingenieurs Max Thielemann besuchte die Oberschule und ließ sich an der Theaterschule des Hamburger Deutschen Schauspielhauses künstlerisch ausbilden. An dieser Spielstätte gab sie 1947 auch ihren Einstand. Nach einem Zwischenspiel an der Niedersachsen-Bühne in Höxter in der darauffolgenden Spielzeit kehrte Gudrun Thielemann wieder in die Hansestadt zurück und wirkte anschließend unter anderem am Theater im Zimmer und den Kammerspielen. Zu ihren frühen Bühnenrollen zählen die Jeanette in Jean Anouilhs Romeo und Jeanette, die Leonore d’Este in Goethes Torquato Tasso, die Marie in Büchners Woyzeck, die Gloria in Shaws Man kann nie wissen und die Frau Curleys in Steinbecks Von Mäusen und Menschen.
Ab 1952 kamen Angebote vom Kinofilm sowie zahlreiche Hörspielaufgaben vom NWDR hinzu. Bald darauf gewann das Fernsehen Bedeutung in der Karriere Thielemanns: bereits 1954 ist ihr erster TV-Auftritt nachweisbar. Die hochgewachsene, blonde Künstlerin wurde vor der Kamera anfänglich mit Rollen als Krankenschwester, Zimmermädchen oder Sekretärin betraut, in späteren Jahren besetzte man sie oftmals als elegante Dame von Welt und gutsituierte Ehefrau aus dem Großbürgertum. Neben Auftritten in ZDF-Krimireihen sah man Gudrun Thielemann vor allem in Literaturadaptionen. Nebenbei widmete sie sich Synchronaufgaben. Mitte der 70er Jahre, nach einem Auftritt in einer Derrick-Folge, zog sich die Künstlerin 50-jährig ins Privatleben zurück.
Seit 1958 ist Gudrun Thielemann mit dem Berufskollegen Günther Schramm verheiratet, mit dem sie bereits Ende der 50er Jahre erstmals gemeinsam (an den Hamburger Kammerspielen) aufgetreten war. Sie hat eine Tochter und zwei Söhne. Von 1982 bis 2001 lebte das Ehepaar Thielemann/Schramm auf Vancouver Island in Kanada. Heute wohnt das Ehepaar wieder in München.

## Filmografie (Auswahl)

### Fernsehen
- 1954: Künstlerpech
- 1956: Ein Ausgangstag
- 1958: Schwarze Seide
- 1958: Eine Geschichte aus Soho – Der Dank der Unterwelt
- 1958: Nachtschwester Ingeborg
- 1961: Gestatten, mein Name ist Cox (TV-Serie, 1. Staffel)
- 1962: Stahlnetz: Spur 211
- 1963: Dame Kobold
- 1963: Die Grotte
- 1964: Der trojanische Krieg findet nicht statt
- 1965: Carrie
- 1965: Das Kriminalmuseum – Episode 14: Der Brief
- 1965: Das Kriminalmuseum – Episode 21: Der Koffer
- 1965: Perlenkomödie
- 1966: Geronimo und die Räuber
- 1967: Ein Fremder klopft an
- 1968: Nur ein Cello
- 1968: Madame Legros
- 1969: Die Auferstehung
- 1972: Erinnerung an einen Sommer in Berlin
- 1975: Zahnschmerzen
- 1976: Derrick (Episode: Kein schöner Sonntag)
- 1977: In freier Landschaft (Fernseh-Zweiteiler)

### Kino
- 1952: Ich warte auf Dich
- 1952: Klettermaxe
- 1953: Vergiß die Liebe nicht
- 1957: Tolle Nacht
- 1958: Nachtschwester Ingeborg
- 1960: Brücke des Schicksals
- 1960: Agatha, laß das Morden sein!
- 1962: Das Leben beginnt um acht
- 1967: Kurzer Prozeß
- 1970: Heintje – Mein bester Freund